# Colorante al tino
Il colorante al tino, detto anche leucocolorante (dal greco antico: λευκός?, leukόs, "bianco"), è una sostanza colorante, utilizzata soprattutto dall'industria tessile nella fase della tintura della fibre.
Le molecole dei coloranti al tino sono insolubili; per poter essere quindi solubilizzati, questi coloranti vengono ridotti con idrosolfito di sodio in una forma solubile, non colorante, chiamata "leuco" (dal greco leukós, bianco), con cui vengono impregnate le fibre del tessuto da tingere. Il substrato tessile impregnato viene successivamente esposto all'aria dove la forma leuco si ossida, ritornando alla forma insolubile ma colorata.
Questa colorazione risulta essere di notevole solidità e brillantezza, anche se non tutti i coloranti al tino sono solidi agli agenti atmosferici.